# Ophiographa
Ophiographa is een geslacht van vlinders van de familie spanners (Geometridae), uit de onderfamilie Oenochrominae.

## Soorten
- O. axia Turner, 1932
- O. dilutaria Warren, 1903
- O. lechriomita Turner, 1930
- O. macrophyes Prout, 1910
- O. serpentaria Guenée, 1864